# Косач, Юрий Николаевич
Юрий Николаевич Косач (укр. Юрій Миколайович Косач; 5 [18] декабря 1908, Колодежно, Волынская губерния, Российская империя — 11 января 1990, Пассейик, Пассейик, Нью-Джерси, США) — украинский прозаик, поэт, драматург, публицист, редактор, переводчик, общественно-политический деятель.

## Биография
Юрий Косач родился 5 (18) декабря 1908 года в селе Колодежно Волынской губернии, Российская империя. Племянник Леси Украинки, внук Ольги Косач. После развода родителей с раннего детства жил с матерью в Ковеле. Учился в Ковельской и Львовских гимназиях. Был членом организации «Пласта» (опубликовал в его изданиях свои первые произведения) и ковельской уездной организации «Просвита». В 1927 году основал читальню «Просвиты» в Колодяжном. В 1928 году поступил на юридический факультет Варшавского университета. С 1929 года входил в литературную группу «Танк».
В том же году дебютировал с рассказом «Всадник над полями» в журнале «Новые пути». Сотрудничал с «Литературно-научным вестником» Д. Донцова (1928—1929), календарём «Днепр» (1930—1931), журналами «Мы» (Варшава, 1933), «Навстречу» (Львов, 1934—1936) и другими. За связи с Украинской войсковой организацией 5 ноября 1932 года приговорён к году заключения.
С 1933 года жил в Париже (Франция). В 1938 году получил 1-ю премию Общества писателей и журналистов имени Ивана Франко во Львове за сборники новелл «Клубок Ариадны» и «13-чета» и исторических рассказов «Волшебная Украина» (последний получил премию Украинского католического союза). Поддерживал связи с режиссёром В. Блавацким.
Во время Второй мировой войны, по его собственным словам, находился (1943—1945) в концентрационном лагере, однако украинские националисты обвиняли его в сотрудничестве с нацистами.
В оккупированной Галиции и послевоенной Германии с успехом шли его пьесы «Осада» (1943), «Враг» (1946) и «Ордер» (1948). Принадлежал к организации Художественное украинское движение.
В 1949 году эмигрировал в США, редактировал литературную газету «Горизонты», позже — просоветский журнал «За синим океаном» (1959—1964) и другие издания различных политических направлений. После выхода в свет книги очерков «От феодализма к неофашизму» (Нью-Йорк, 1962) его начала активно печатать пресса СССР. Косач не раз бывал в УССР (в 1964, 1973, 1980, 1986 и других годах). Из-за критики своих бывших соратников от него отвернулась украинская эмиграция, а из-за нежелания переехать в УССР — и советское правительство.
Автор более 30 книг поэзии, прозы и драматургических произведений, более 2 тыс. очерков, эссе, политических статей и памфлетов в мировой периодике на украинском, английском, немецком, польском, португальском и других языках. Переводил с французского языка (в частности П. Морана и П. Клоделя).
Юрий Косач умер 11 января 1990 года в городе Пассейике (штат Нью-Джерси, США).